# Bernardo José Nolker
Bernardo José Nolker CSsR (* 25. September 1912 in Baltimore, Maryland; † 17. Januar 2000 in Saratoga Springs, New York) war ein US-amerikanischer Ordensgeistlicher und römisch-katholischer Bischof von Paranaguá.

## Leben
Bernardo José Nolker trat der Ordensgemeinschaft der Redemptoristen bei und legte am 2. August 1934 die Profess ab. Am 18. Juni 1939 empfing er das Sakrament der Priesterweihe.
Papst Johannes XXIII. ernannte ihn am 7. Januar 1963 zum ersten Bischof des neuerrichteten Bistums Paranaguá. Der Erzbischof von Baltimore, Lawrence Shehan, spendete ihm am 25. April desselben Jahres die Bischofsweihe; Mitkonsekratoren waren der Erzbischof von Curitiba, Manuel da Silveira d’Elboux, und der Prälat der Jungferninseln, Edward John Harper CSsR.
Er nahm an der zweiten, dritten und vierten Sitzungsperiode des Zweiten Vatikanischen Konzils als Konzilsvater teil.
Am 15. März 1989 nahm Papst Johannes Paul II. seinen altersbedingten Rücktritt an. 